# 卡拉赫里亚克
卡拉赫里亚克（伊努克提圖特語發音：[qalahəχːiɑq]，約1834年—1856年6月14日），受洗名为埃拉斯谟斯·奥古斯丁·卡利希鲁亚，是一位来自格陵兰约克角的因纽特猎人。1850年，他被英国搜寻船HMS Assistance的船员招募为口译员，参与搜寻富兰克林失踪北极探险队。他引导船只前往沃尔斯滕霍尔姆峡湾调查有关富兰克林船员遭屠杀的传闻，但只发现了当地因纽特人和另一艘无关英国船只船员的尸体。在船员的帮助下，他绘制了家乡的精确地图。虽然"Assistance"号最初计划在探险结束后将他送回家人身边，但恶劣的海况使得在约克角登陆几乎不可能，于是他被带到英格兰，并被安置在基督教知识促进会(SPCK)。
卡拉赫里亚克被送入英格兰坎特伯雷的圣奥古斯丁学院，在那里学习英语和基督教数年。他被纽芬兰主教爱德华·菲尔德任命随行前往拉布拉多向因纽特人传教。他于1855年10月抵达圣约翰斯，并开始在神学院学习。自"Assistance"号上的时期起就一直受疾病困扰的他，于1856年6月因肺结核引发的并发症去世，就在他计划前往拉布拉多之前不久。基督教知识促进会在他去世后不久出版了一本题为《卡利；基督徒爱斯基摩人》的传记。20世纪初克努德·拉斯姆森收集的因纽特人口述历史将他描述为被英国人绑架的受害者，并讲述了他的母亲一直为他哀悼却不知他命运的故事。

## 姓名
卡拉赫里亚克以多个名字为人所知。Qalaherriaq或Qalaherhuaq与他的名字在因努克顿语中发音类似，在标准格陵兰语中写作Qalasirssuaq（格陵蘭語發音：[qalasəsːuɑq]）。这在当时的文献中被写作Kallihirua，并经常简称为"Kalli"。他还被命名为Erasmus York(取自船长埃拉斯谟斯·奥曼尼和约克角的名字)，后在1853年受洗时取名为Erasmus Augustine Kallihirua。他的名字还有其他拼法，包括Caloosa、Calahierna、Kalersik、Ka'le'sik、Qalaseq和Kalesing。

## 早年生活与背景

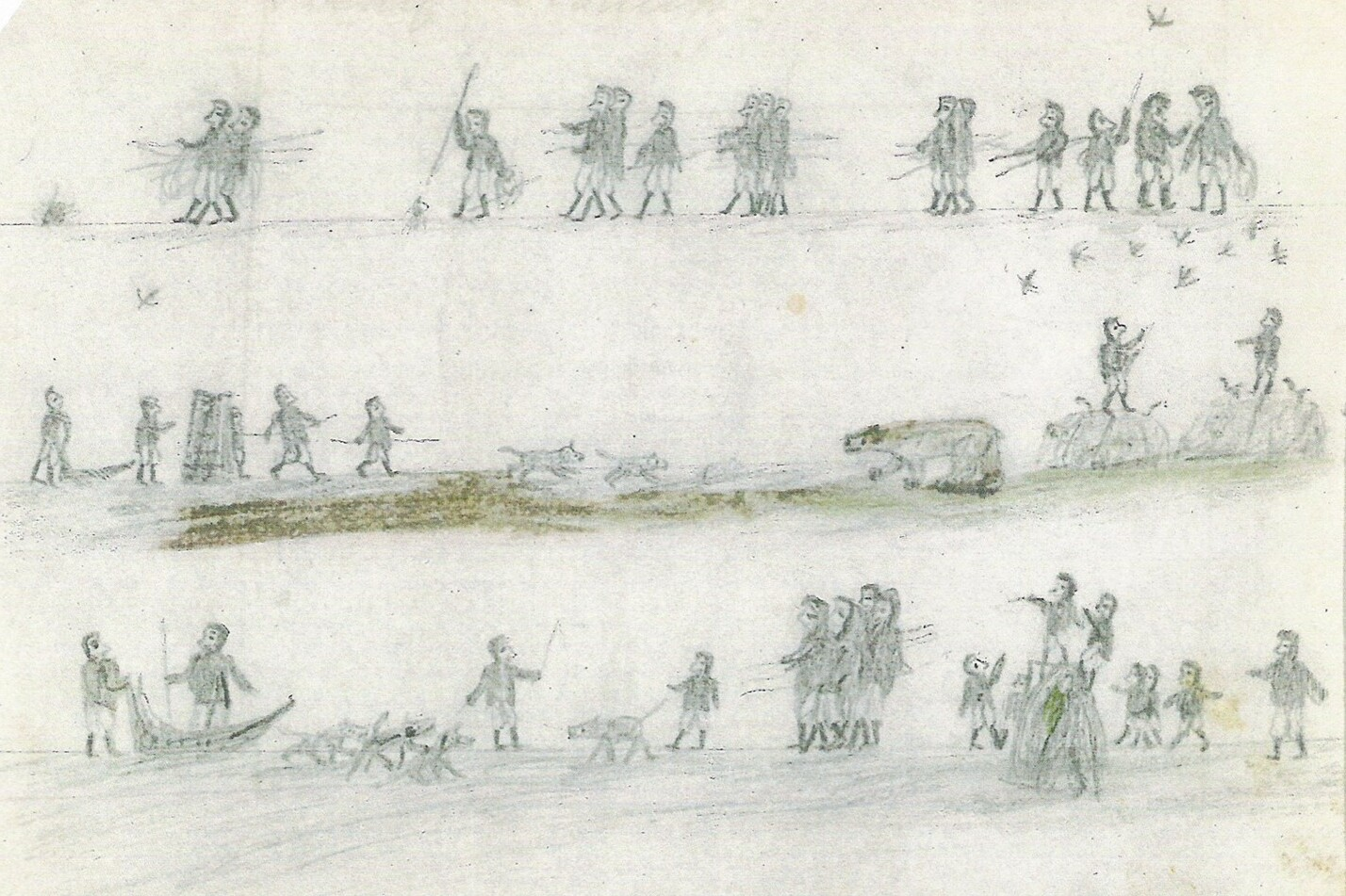
卡拉赫里亚克在1850年代绘制的因纽特猎人蜡笔画

卡拉赫里亚克大约出生于1834年。他的父母Qisunnguaq和Saattoq是生活在格陵兰西北部约克角和沃尔斯滕霍尔姆峡湾附近的因纽特人群体成员。他有一个妹妹，可能还有一个更小的弟弟或妹妹，但他们的名字都不为人知。他所在的群体位于海雀捕猎场附近，搜寻失踪英国探险队的船只屡次停靠。

### 搜寻富兰克林探险队
1845年，约翰·富兰克林爵士率领一支探险队，试图穿越现在加拿大努纳武特西部的西北航道最后未搜寻的部分。富兰克林指挥的两艘军舰，HMS Erebus号和HMS Terror号，被困在维多利亚海峡的冰冻中。1848年4月，船员们弃船，所有的船员在穿越加拿大北极大陆时全部丧生。1848年3月，探险队失联数年后，皇家海军部发起了一系列搜寻，试图寻找富兰克林探险队的遗迹。
在富兰克林的遗孀简的游说下，1850年同时装备了四支搜索探险队。第一支探险队由三桅帆船HMS Resolute号和HMS Assistance号率领，并有蒸汽船HMS Pioneer号和HMS Intrepid号协助。第二支探险队只有两艘船，即双桅帆船HMS Lady Franklin号和HMS Sophia号。私人资助的探险队包括单桅帆船Prince Albert号(由指挥官查尔斯·福赛思指挥)和Felix号(由约翰·罗斯爵士指挥)加入了海军部资助的探险队。1850年8月12日，威廉·彭尼指挥的"Lady Franklin"号和"Sophia"号抵达约克角海岸。在发现一艘接近的因纽特人皮艇后，"Sophia"号抛锚。皮艇上的三名男子被邀请到甲板上，与彭尼的口译员、来自乌佩尔纳维克的丹麦人约翰·卡尔·克里斯蒂安·彼得森会面。彼得森询问了有关富兰克林探险队的信息，但由于该地区之前已经出现过相当多的欧洲船只，加之纽特人在表现非常兴奋，结果没有得到任何有用信息，因纽特人随后返回岸上。

### 约克角登陆

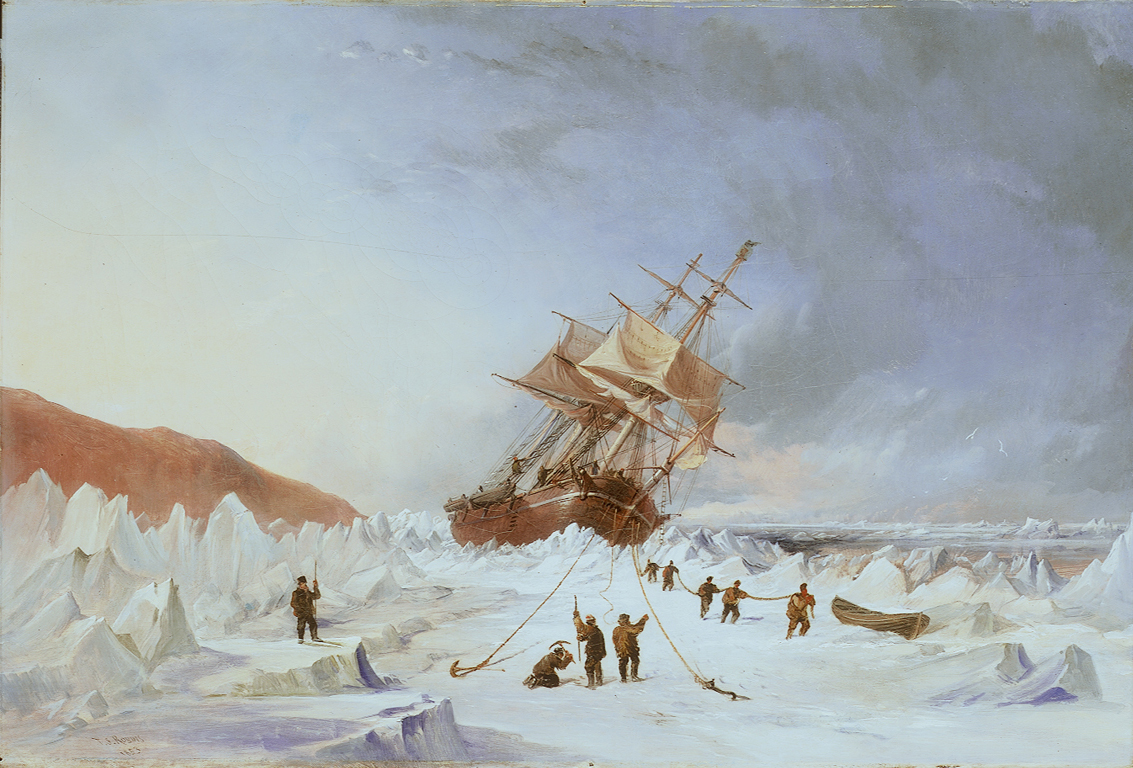
1853年被困在海冰中的HMS Assistance号

第二天，"Prince Albert"号和"Assistance"号发现了同一群因纽特人。一支登陆队包括查尔斯·福赛思和埃拉斯谟斯·奥曼尼船长乘坐"Intrepid"号前往岸边，其他船只随后跟进。他们受到两名年轻人的欢迎，其中包括卡拉赫里亚克。然而，登陆队中没有人会说因纽特语，无法与岸上的因纽特交流。不久，约翰·罗斯爵士和他的格陵兰人口译员亚当·贝克乘坐"Felix"号加入了登陆队。经过长时间的交谈，从因纽特人的叙述中唯一能够清楚辨认的船只是"North Star"号，这是一艘在另一次搜寻富兰克林探险队期间曾经途经该地区的补给船。
军官们返回各自的船只后，贝克显得惴惴不安。他解释说，因纽特人提到1846年又有一艘船经过该地区，上面有海军军官，而这艘船的船员在沃尔斯滕霍尔姆峡湾岸边扎营时被另一群因纽特人屠杀了。奥曼尼和彼得森得知这个故事后，让贝克向几位军官重复了这个故事。奥曼尼登上"Lady Franklin"号，向彭尼转述了这个消息。奥曼尼、彭尼和彼得森乘坐"Intrepid"号返回约克角，打算确认这个故事并寻找一名当地口译员。当因纽特人向探险者重复了关于"North Star"号的相同信息，并否认对英国人有任何暴力行为时，彼得森确信贝克将"North Star"号的信息与富兰克林探险队的情况混淆了。奥曼尼招募了卡拉赫里亚克作为口译员。

## 口译员服务

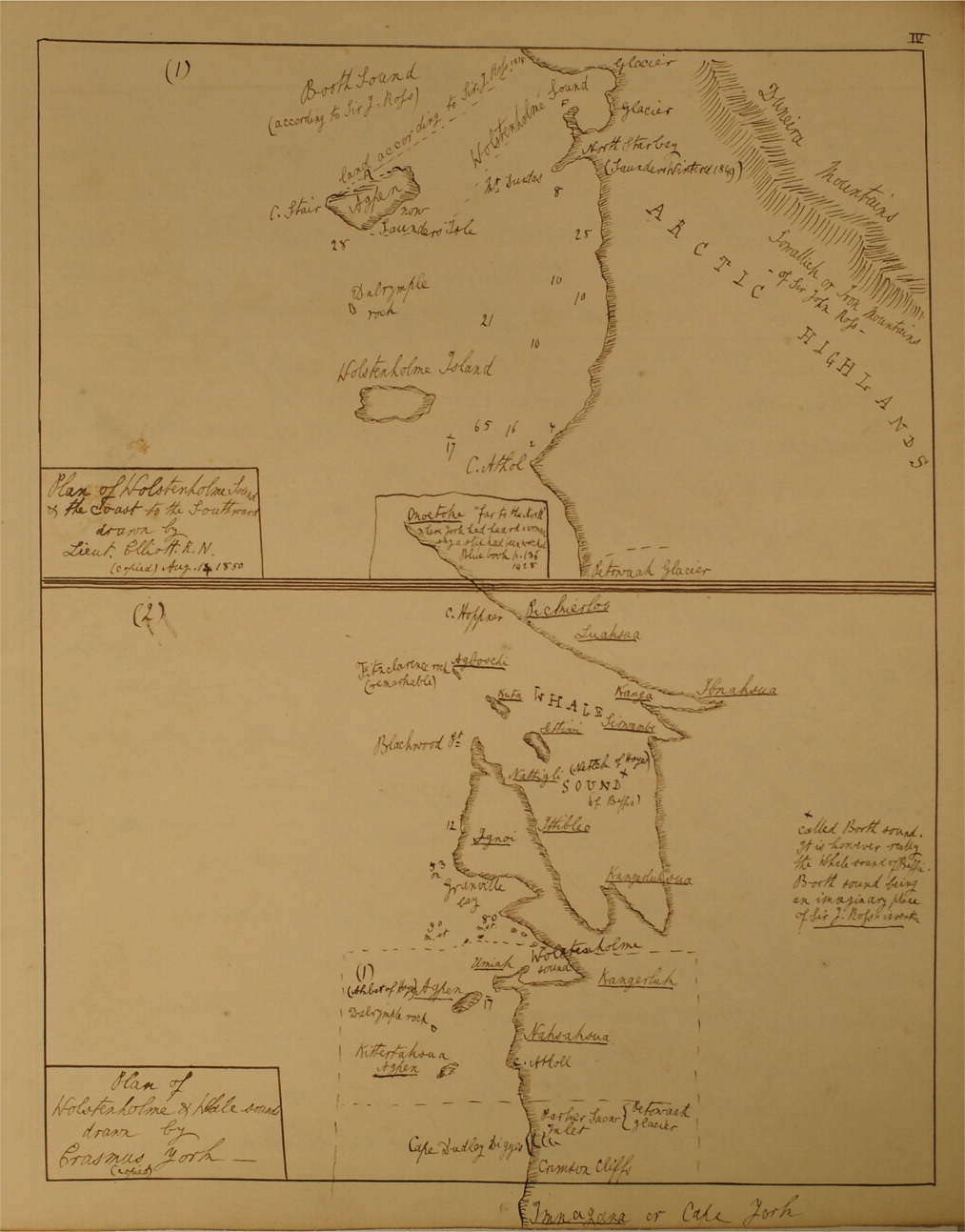
克莱门茨·马克汉姆日记中归功于卡拉赫里亚克的1851年西北格陵兰海岸地图

在奥曼尼日记的描述中，卡拉赫里亚克很乐意随探险队一同离开，甚至没回营地收拾东西。19世纪的资料称，他完全准备好“一直在船长的照顾下跟随他”，并且由于没有在世的亲人，他已经坦然接受了自己作为口译员的角色。然而，这种说法在后来的学术研究中受到了强烈质疑。关于卡拉赫里亚克自愿加入的描述存在明显矛盾。探险家威廉·帕克·斯诺1851年的著作《寻找约翰·富兰克林的"Prince Albert"号航行》中将他描述为“一个没有父母的年轻人”，而彼得森1857年的《北极地区回忆录》则描述他对离开母亲毫不在意。彼得森的记述声称，卡拉赫里亚克同意短期服务，原本计划在引导探险队到达沃尔斯滕霍尔姆峡湾后将他送回亲人身边。
卡拉赫里亚克和探险者登上"Intrepid"号后，贝克、罗斯和福赛思也加入了他们，还有"Resolute"号的霍雷肖·托马斯·奥斯丁和"Pioneer"号的谢拉德·奥斯本。经过交叉询问，贝克重复了他声称从因纽特人那里听到的内容，但卡拉赫里亚克坚持认为他在撒谎。由于卡拉赫里亚克的因纽特语和贝克的格陵兰语存在语言差异，两人的沟通并不顺畅。卡拉赫里亚克与彼得森的交流要比与贝克容易得多。军官们最终确信贝克是错的，但仍继续前往沃尔斯滕霍尔姆峡湾。
当奥曼尼船长要求他绘制海岸线时，他拿起一支铅笔——这是他从未见过的东西——以惊人的准确度勾勒出了从皮基尔卢到约克角的海岸线，标注了所有岛屿、显著的悬崖、冰川和山丘，并给出了它们所有的本地名称。——克莱门茨·马克汉姆，《北极地理与民族学》,1875年
到"Assistance"号后，卡拉赫里亚克洗得干干净净，并穿上了欧洲服装。他被起名为Erasmus York，尽管在船上时仍被称呼他的原名。船员们把他视为一个奇特的存在，让他参与"皇家北极剧院"表演，这是一种船上常见的戏剧表演。奥曼尼称他为"未开化的有趣样本"。卡拉赫里亚克是"Assistance"号船舶报纸《北极光》一篇讽刺文章的主角，文章中描绘他赞美欧洲文明，同时对船上生活作出各种幼稚的评论，包括他误将在化妆舞会上化妆后的水手当成萨满精灵的笑话。
据说，卡拉赫里亚克在"Assistance"号上绘制了几幅周围峡湾的详细地图。虽然他被描述为独自完成这些地图，但传记作者彼得·马丁指出，卡拉赫里亚克"肯定不是独自完成的"。这些地图是按照欧洲制图法绘制的，并无反映因纽特人的地理观念或制图方式，如阿马萨利克木质地图。"Assistance"号的见习军官、地理学家克莱门茨·马克汉姆在1875年的《北极地理与民族学》中高度赞扬了这幅地图，呼应了早期欧洲人对因纽特人地理知识的称赞。

### 沃尔斯滕霍尔姆峡湾

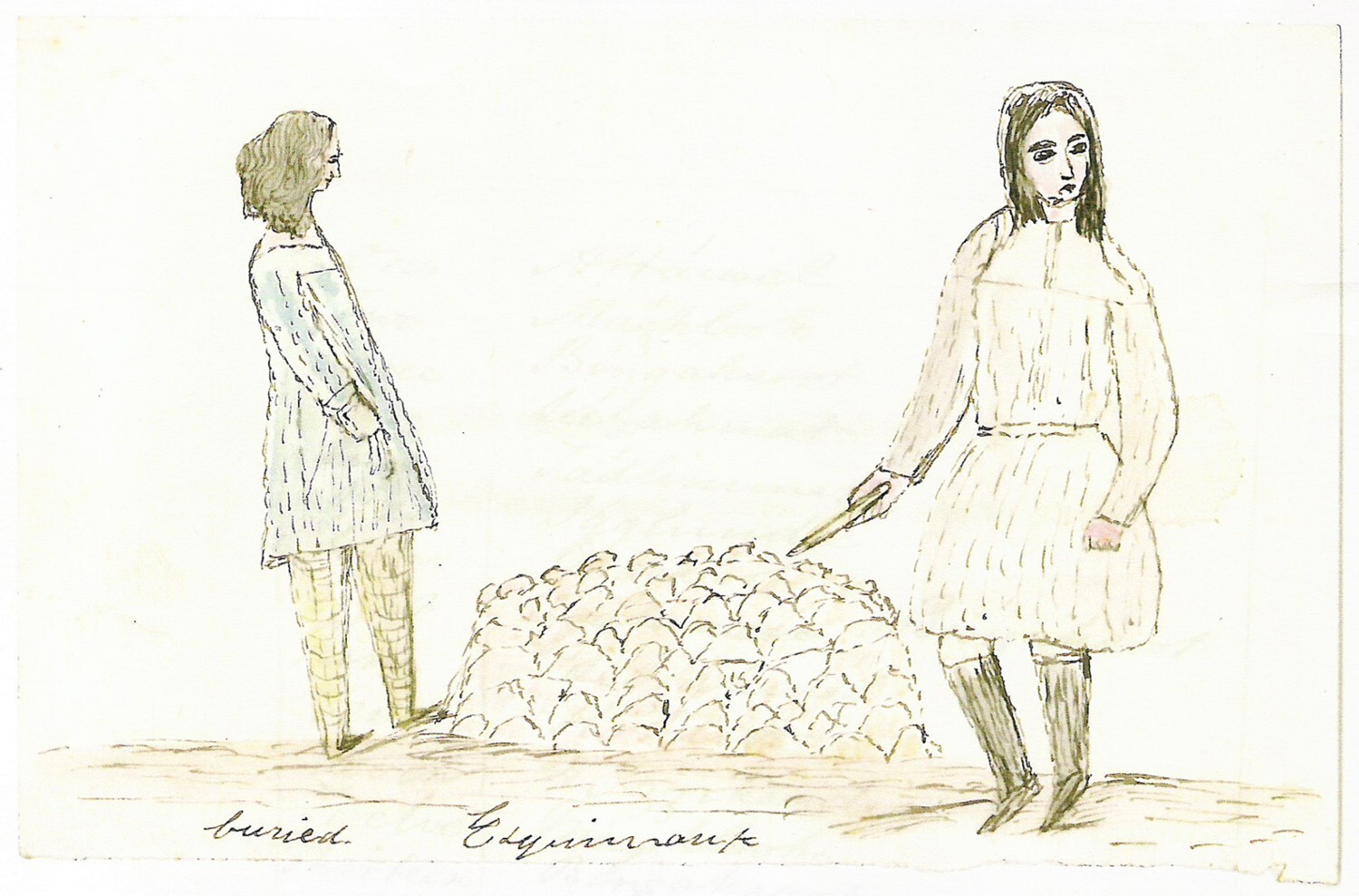
卡拉赫里亚克绘制的《埋葬的爱斯基摩人》，画面中两名欧洲人站在一座因纽特人墓地旁，绘于1850年代

卡拉赫里亚克引导"Assistance"号前往沃尔斯滕霍尔姆峡湾，在那里欧洲人调查了有关富兰克林探险队遭屠杀的说法。该地区由于最近的一场疫情而遭受了严重破坏。当船员们在乌曼纳克(现在的皮图菲克)遗址遇到几个废弃的冰屋时，他们发现了七具尸体。据推测，幸存者因疫情爆发，未埋葬死者就逃离了该这里。船员们挖掘了几处坟墓，发现了感染疾病的因纽特人和"North Star"号英国水手的尸体。
一名军官检查了一座坟墓，并取走了放在坟墓上的一支独角鲸牙制成的矛，这是常被英国探险者从因纽特人坟墓中掠夺的随葬品，用于人类学博物馆的收藏。卡拉赫里亚克哭泣着恳求他把矛放回去，因为他认出这是他父亲Qisunnguaq的坟墓。另一名军官修复了坟墓，并将这支矛归还，在因纽特人习俗中，这被认为可以保护死者转世
由于海况使得返回约克角几乎不可能，"Assistance"号穿越巴芬湾，在靠近现在雷索卢特的格里菲斯岛过冬。第二年春天，浮冰继续构成威胁，船只开始返回英格兰，没能将卡拉赫里亚克送回他的亲人身边。
克努德·拉斯姆森在20世纪初记录的因纽特人口述历史将卡拉赫里亚克描述为被探险者绑架，他的母亲一直为他的失踪哀悼，却始终不知道他的命运。失去一个原本应该为家庭狩猎的儿子，对他的母亲和兄弟姐妹来说，是一个巨大的负担。在那个因纽特人经历严重困难的时期，这种损失尤其沉重，那时他们面临人口下降、广泛的疾病爆发和与外界贸易或接触的极度隔绝。

## 英格兰

卡拉赫里亚克的双面肖像，约绘于1851年

卡拉赫里亚克于1851年秋天乘坐"Assistance"号抵达英格兰，被带到基督教知识促进会。1851年10月，他在该会秘书乔治·默里牧师的陪同下参观了伦敦的大展览，默里是照顾卡拉赫里亚克的一小群神职人员和军官之一。
大约在1851年底，卡拉赫里亚克为一位不知名的艺术家坐了一幅真人大小的双面肖像，这幅肖像几十年后被捐赠给格林威治皇家海军学院展出。这幅双面肖像是按照当时欧洲的种族科学标准绘制的，突出了颅相学和种族化的特征，如他的头骨解剖结构和肤色。传记作者英格博格·霍维克和阿克塞尔·杰雷米亚森将这幅肖像描述为在维多利亚时代人眼中"低等种族的视觉化身"，将因纽特人与理论上的"蒙古人种"联系在一起。他在英国期间还拍摄了一张照片，现已遗失。1855年版的詹姆斯·C·普里查德所著的《人类自然史》中刊登了一幅基于这张照片的插图。
我在英格兰很长时间都不太舒服 - 天气很糟糕...咳嗽很严重 - 我很抱歉 - 感觉很糟。天气可怕。这个国家很不一样 - 一天冷一天热。我很痛苦。——卡拉赫里亚克，1853年4月的一封信
1851年11月，应海军部和联合社会福音伙伴的建议，卡拉赫里亚克被安置在圣奥古斯丁学院，这是一所位于坎特伯雷的英国国教会传教士学院。他在那里一边学习读写，一边接受宗教教育，同时在当地一位裁缝那当学徒。1852年至1853年间，约翰·华盛顿船长就修订其格陵兰语言学教材《北极探险用爱斯基摩语和英语词汇〉一事对他进行了访谈。 到1852年9月，他的英语取得了长足进步，但阅读仍有困难。据报道，他非常喜欢写作，并在拼写班上与年龄较小的孩子们成了朋友。
自从登上援助号"，卡拉赫里亚克就患有慢性病。他经常咳嗽，到1853年春天，一段天气恶劣的日子里，他曾卧床数日。 1853年11月27日，他在坎特伯雷的圣马丁教堂受洗，取名为埃拉斯谟斯·奥古斯丁·卡利希鲁亚。欧曼尼和多位牧师以及教士出席了仪式，还有一些"卡利所熟识的较贫困阶层"也到场参加。

## 纽芬兰和去世
在爱德华·菲尔德(纽芬兰主教和圣奥古斯丁学院院长)的任命下，卡拉赫里亚克被派往纽芬兰殖民地，协助在拉布拉多因纽特人中开展传教工作。他每年为此获得25英镑的津贴(相当于2021年的£2,500)。 1855年10月2日，他抵达纽芬兰圣约翰斯。尽管都属于因纽特语系，卡拉赫里亚克所说的格陵兰语方言与努纳西亚武特语方言(属于东加拿大因纽特语)有所不同，因此他与一位来自拉布拉多的摩拉维亚传教士交流时遇到困难。 他曾就读于神学院(现为皇后学院，纽芬兰纪念大学的一部分)。 在纽芬兰时，他练习滑冰，但仍受慢性病的困扰。
卡拉赫里亚克原计划在1856年夏天陪同纽芬兰主教前往拉布拉多开展传教工作。然而，在圣约翰斯的冷水中游泳后，他的健康状况迅速恶化。卧床一周后，他于1856年6月14日去世。 随后几周在圣约翰斯进行的尸检显示，他死于与长期肺结核相关的心力衰竭。他的遗体显示出该疾病的常见症状，包括发炎的淋巴结，发黑的肺部，以及"异常肿大"的心脏。
1856年，默里牧师撰写了一本简短的传记《卡利：爱斯基摩基督徒》，由基督教知识促进会出版。默里根据自己的亲身经历，并在卡拉赫里亚克其他英国看护人的贡献下写就此书。作为协会的秘书，他此前曾致力于组织卡拉赫里亚克在英格兰的生活和教育。这本回忆录是关于卡拉赫里亚克生平的主要第一手资料，与1850年搜寻探险队的各种记录一起成为重要史料。

### 引用
1. 1 2 3  Høvik & Jeremiassen 2023，第976-977頁.
2. ↑  Harper, Kenn. . Nunatsiaq News. 2005年6月17日  [2023年12月5日]. （原始内容存档于2023年12月5日）.
3. 1 2  Høvik & Jeremiassen 2023，第991頁.
4. 1 2 3 4 5 6  Holland, Clive. .  8. 多伦多大学. 1985  [2024年1月10日]. （原始内容存档于2024年1月10日）.
5. 1 2 3  Høvik & Jeremiassen 2023，第990-991頁.
6. 1 2 3 4  Malaurie 2003，第58頁.
7. 1 2 3 4  Martin 2023，第3-4頁.
8. 1 2  Marsh, James H.; Beattie, Owen; de Bruin, Tabitha. . 加拿大百科全书. 2018年3月8日  [2024年1月10日]. （原始内容存档于2024年1月10日）.
9. ↑  Snow 1851，第192頁.
10. 1 2 3  Cyriax 1962，第37–42頁.
11. 1 2  Martin 2023，第4-5頁.
12. ↑  Martin 2023，第5-6頁.
13. 1 2  Martin 2023，第6-8頁.
14. ↑  Høvik & Jeremiassen 2023，第977-978頁.
15. ↑  Martin 2022，第247-248頁.
16. ↑  Martin 2023，第8-9頁.
17. ↑  Snow 1851，第201頁.
18. ↑  Martin 2023，第13頁.
19. ↑  Høvik & Jeremiassen 2023，第992頁.
20. ↑  Martin 2022，第247–249頁.
21. ↑  Martin 2022，第240, 247–249頁.
22. 1 2 3  Høvik & Jeremiassen 2023，第998頁.
23. ↑  Høvik & Jeremiassen 2023，第992-993頁.
24. ↑  Martin 2023，第7頁.
25. ↑  LeMoine & Darwent 2016，第889–892頁.
26. 1 2  Høvik & Jeremiassen 2023，第979頁.
27. ↑  Murray 1856，第26-27頁.
28. ↑  . 格林威治皇家博物馆.   [2024年5月20日]. （原始内容存档于2024年5月20日）.
29. ↑  Høvik & Jeremiassen 2023，第981頁.
30. 1 2 3  Høvik & Jeremiassen 2023，第994頁.
31. ↑  Høvik & Jeremiassen 2023，第986頁.
32. ↑  Murray 1856，第29-39頁.
33. ↑  Murray 1856，第36-39頁.
34. ↑  Murray 1856，第45頁.
35. ↑  Murray 1856，第45-47頁.
36. ↑  Murray 1856，第51頁.
37. ↑  Høvik & Jeremiassen 2023，第978, 994頁.
38. ↑  Murray 1856，第4頁.

### 书目
- Cyriax, R. J. . 航海镜报. 1962, 48 (1): 35–51. doi:10.1080/00253359.1962.10657679.
- Høvik, Ingeborg; Jeremiassen, Axel. . Interventions: International Journal of Postcolonial Studies. February 9, 2023, 25 (7): 975–1003  [January 10, 2024]. doi:10.1080/1369801X.2023.2169626. hdl:10037/30303 . （原始内容存档于January 10, 2024） –Taylor & Francis Online.
- LeMoine, Genevieve; Darwent, Christyann. . Friesen, Max; Mason, Owen  (编). . 牛津大学出版社. 2016. ISBN 9780199766956. doi:10.1093/oxfordhb/9780199766956.013.43.
- Malaurie, Jean. . New York: W. W. Norton & Company. 2003. ISBN 978-0-393-05150-6.
- Martin, Peter R. . History and Anthropology. July 14, 2023: 1–26. doi:10.1080/02757206.2023.2235383 .
- Martin, Peter R. . 制图学. 2022, 57 (3): 247–249. S2CID 253661275. doi:10.3138/cart-2021-0012 .

#### 主要资料
- Murray, Thomas Boyles. . London: Society for Promoting Christian Knowledge. 1856  [January 11, 2024]. （原始内容存档于January 11, 2024）.
- Snow, William Parker. . London: Longman, Brown, Green, and Longmans. 1851. ISBN 978-0-665-40695-9.